# ديفيد هنتر (سياسي أسترالي)
ديفيد هنتر (بالإنجليزية: David Hunter)‏ هو سياسي أسترالي، ولد في 16 نوفمبر 1858 في غلاسكو في المملكة المتحدة، وتوفي في 20 سبتمبر 1927 في أستراليا. انتخب عضو المجلس التشريعي ولاية كوينزلاند.